# Peniami Narisia
Pas d'image ? Cliquez ici

a Compétitions nationales et continentales officielles uniquement.

b Matchs officiels uniquement.
Dernière mise à jour le 22 novembre 2024.
Peniami Narisia, né le 10 juin 1997 aux Fidji, est un joueur de rugby à XV international fidjien. Il joue principalement au poste de talonneur.

## Carrière

### En club
Peniami Narisia commence à jouer au rugby dans son pays natal, commençant par évoluer avec le club des Nadi Kaji dès la catégorie des moins de 9 ans. Il poursuit ensuite avec le Ratu Navula College de Nadi, et se spécialise au poste de troisième ligne aile. Jouant aux côtés du futur All Black Sevu Reece, il remporte le championnat scolaire des moins de 16 ans en 2012 avec l'équipe de son lycée. Il remporte ensuite le championnat national des moins de 18 ans en 2015,.
En 2015, il signe un contrat espoir avec le club français du CA Brive, évoluant en Top 14. Il joue dans un premier temps en Espoir avec le club corrézien. Il joue son premier match avec l'équipe professionnelle le 12 décembre 2015 lors du Challenge européen, pendant un déplacement face aux russes de Enisey. Il s'agit de l'unique match professionnel qu'il dispute cette saison. La saison 2016-2017, tout en continuant à jouer principalement avec les espoirs, il joue son premier match de Top 14 le 25 septembre 2016 contre Montpellier,.
Bien que toujours disponible pour jouer avec l'équipe espoir, il est intégré à l'effectif senior pour la saison 2018-2019, alors que le club briviste est relégué en Pro D2. Il joue cinq matchs lors de la compétition, qui voit son club remonter immédiatement en Top 14, et prolonge son contrat jusqu'en juin 2022,. C'est au cours de cette saison qu'il entame une reconversion vers le poste de talonneur, jugé plus en adéquation avec ses qualités physiques,. Après avoir travaillé les fondamentaux du poste (touche, mêlée), il fait ses premiers pas au talon en espoir, puis avec l'équipe professionnelle lors de la saison 2019-2020.
La période d'adaptation passée, il s'impose réellement dans l'effectif briviste à partir de la saison 2020-2021,. Il se fait aussi bien remarquer par son activité ballon en main, que sa précision dans le lancer en touche,.. Considéré comme l'une des révélations brivistes de la saison, il joue vingt match lors de la saison, dont onze titularisations,.
En 2022, il décide de quitter Brive avec son compatriote Kitione Kamikamica pour rejoindre le Racing 92. Il joue deux saisons avec le club francilien, durant lesquelles il est peu utilisé (vingt-trois matchs au total).
À la fin de son contrat avec le Racing, il s'engage avec Oyonnax Rugby, évoluant en Pro D2, pour un contrat de deux saisons.

### En équipe nationale
Peniami Narisia représente la sélection fidjienne de rugby à XV des moins de 18 ans en 2015, puis joue pour leurs homologues à sept plus tard la même année, dans le cadre des Jeux de la Jeunesse du Commonwealth,.
Toujours en 2015, il est surclassé avec la sélection fidjienne des moins de 20 ans, et dispute le Trophée mondial des moins de 20 ans au Portugal,.
En juin 2021, il est sélectionné pour la première fois avec l'équipe des Fidji par Vern Cotter pour préparer la double confrontation contre la Nouvelle-Zélande,. Il fait ses débuts en sélection lors du premier test-match, le 10 juillet 2021 à Dunedin. À nouveau appelé en sélection pour la tournée d'automne qui suit, il est finalement contraint de déclarer forfait à cause d'une blessure,.

## Palmarès

### En club
- Finaliste du Championnat de France de rugby à XV de 2e division en 2019 avec le CA Brive.
- Vainqueur du barrage d'accession en 2019 avec le CA Brive.

## Statistiques en équipe nationale
- 1 sélection avec les Fidji depuis 2021.
- 0 point.